# Michel Wolf
Michel Wolf (6 augustus 1975) is een Nederlands stand-upcomedian en columnist.
Na het behalen van zijn mavo-diploma, volgde Wolf de opleiding Middelbaar Middenstandsonderwijs. Sinds 2001 is hij een van de vaste leden van de Comedytrain, Nederlands eerste gezelschap van stand-upcomedians. In 2011 is hij een van de comedians die deelnemen aan het humoristische AVRO-programma Mag ik u kussen? In het programma bindt hij de strijd aan met twee collega-comedians om een kus van Lauren Verster.
In het dagelijkse leven werkt Michel Wolf als ambtenaar. Hij heeft een vrouw en drie kinderen.